# Nicolas-Bernard Lépicié

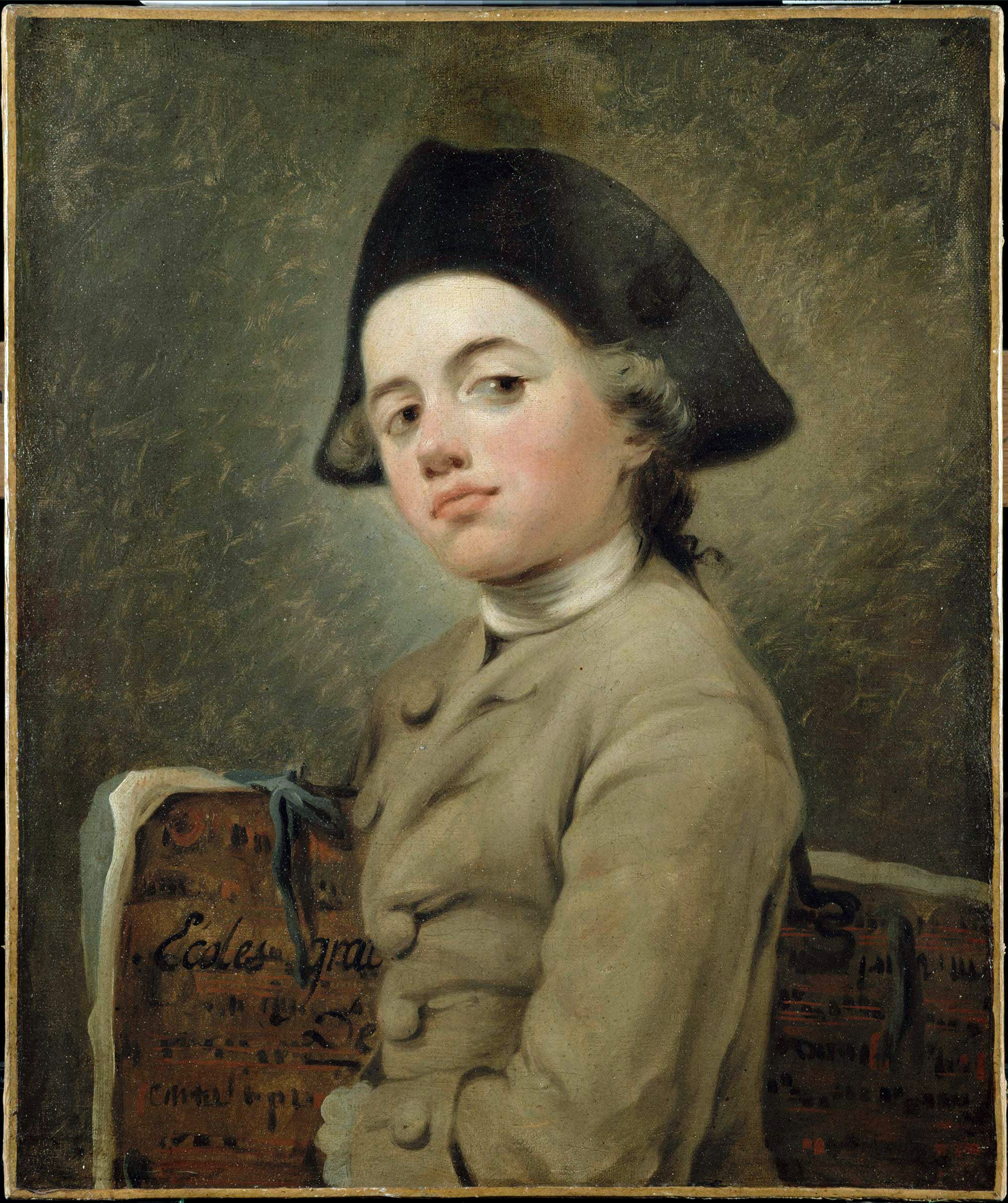
Le Jeune Dessinateur

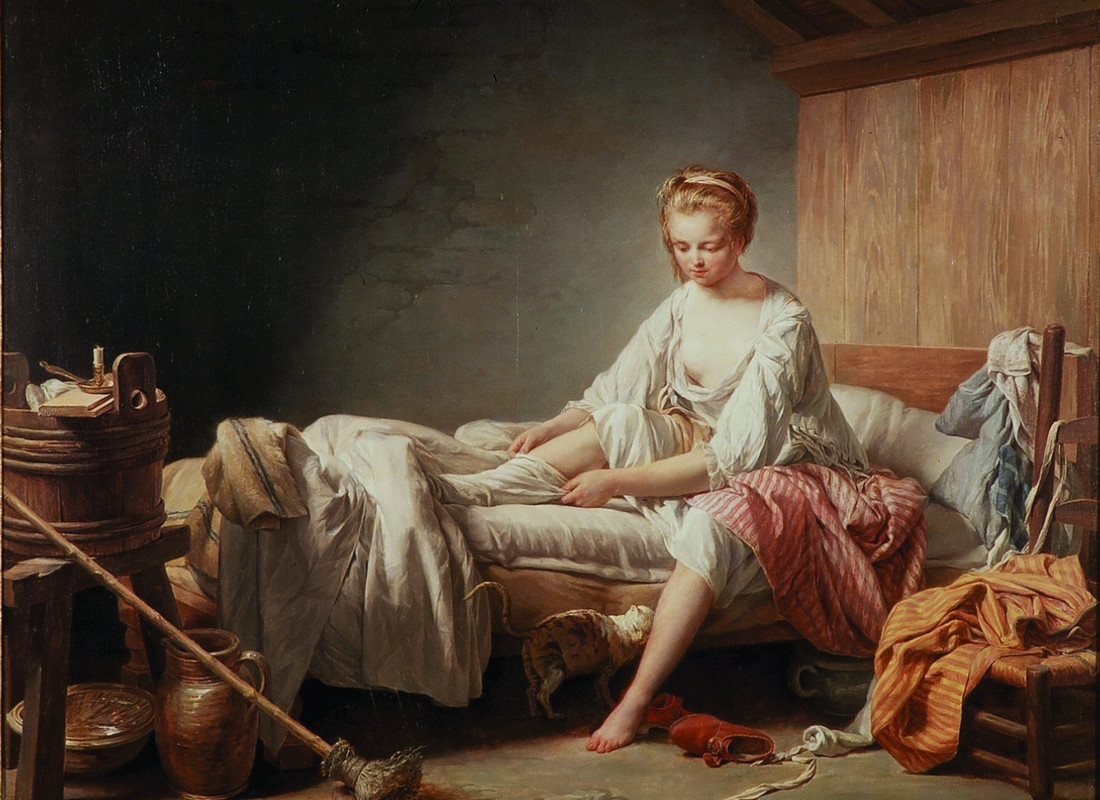
Le Lever de Fanchon, 1773

Nicolas-Bernard Lépicié (ur. 16 czerwca 1735, zm. 15 września 1784) – francuski malarz i rysownik, profesor Królewskiej Akademii Malarstwa i Rzeźby w Paryżu.
Urodził się w rodzinie znanych grawerów, jego pierwszym nauczycielem był ojciec François-Bernard Lépicié (1698–1755), później malarz Carle van Loo. W 1759 zdobył drugą nagrodę w Prix de Rome, jednak do Włoch nie wyjechał. W 1769 został wybrany na członka Akademii, od następnego roku był asystentem profesora, a od 1779 samodzielnym profesorem. Wśród jego uczniów było kilku znanych malarzy klasycystycznych m.in. Jean-Baptiste Regnault, Carle Vernet, Henri-Pierre Danloux, Jean-Joseph Taillasson, Jean-Frédéric Schall i Nicolas-Antoine Taunay.
Lépicié malował portrety, sceny rodzajowe i animalistyczne, tematy historyczne i religijne. Po 1760. zaczął tworzyć obrazy nawiązujące stylem i nastrojem do malarstwa flamandzkiego (Gerard ter Borch, David Teniers starszy). Był bardzo popularny we Francji w połowie XVIII w.

## Wybrane prace
- Adonis changé en anémone,
- Allégorie de la Paix, 1772,
- Antoine Charles Horace dit Carle Vernet, (1758-1838),
- Cour de ferme, 1784,
- La Coiffe blanche,
- La Descente de Guillaume le conquérant en Angleterre, 1764,
- La Gouvernante,
- La Halle,
- La Piété de Fabius Dorsus, 1781,
- La Pourvoyeuse,
- La Ratisseuse,
- Le Baptême du Christ, 1765,
- Le Christ et les petits enfants, 1767,
- Le Courage de Porcia, femme de Junius Brutus,
- Le Départ du braconnier,
- Le Jeune Dessinateur
- Le Lever de Fanchon, 1773,
- Le Petit dessinateur (Carle Vernet w wieku 14 lat), 1772,
- Les Apprêts d'un déjeuner,
- L'Intérieur d'une douane,
- Narcisse changé en fleur de ce nom,
- La Politesse intéressée, 1773.